# Alfred Benlloch i Llorach
Alfred Benlloch i Llorach (Barcelona, 17 d'octubre 1917 - Eivissa, 8 de maig de 2013), fou un creador català amb més de cent patents d'invenció registrades amb diferents àmbits i un dels pioners del primer servei de transfusió de sang del món, creat sota les ordres de Frederic Duran i Jordà durant la Guerra Civil Espanyola. També va desenvolupar treballs pioners sobre predicció de tir, osmosi inversa, equips de transfusió, termoformat de fusta, energia solar, i als seus darrers anys sobre física teórica.

## La persona
Nasqué a Barcelona el 17 d'octubre de 1917, a la Ronda de San Pau 51, fill d'en Artur Benlloch i d'Elvira Llorach Papasseit, morint la seva mare el 28 d'octubre de 1918, degut a l'anomenada grip espanyola junt amb una germana non nata. El seu pare era un important fabricant de mobles, que havia viscut llarg temps a França, i tenia idees lliberals i socials avançades per l'època, afavorint des del principi l'interès mostrat per la ciència del jove Alfred. Entre altres coses li permet instal·lar un laboratori químic a la seva casa on fa experiments en diferents camps. Als onze anys ja era un gran aficionat a observar preparacions al microscopi i mostra passió per la física, la química, la mineralogia i la mecànica. [1][2]
Alfred Benlloch després d'estudiar amb un preceptor particular va ingressar al Liceu Francès de Barcelona on va cursar els estudis primaris i el “bachot” (bachillerat). Després va haver de fer els tres cursos de “Bachillerato” espanyol en un any i mig, ja que no hi havia convalidació d'estudis a aquella època. Quan s'estava preparant l'entrada a la universitat va començar la Guerra Civil. [1]

## El Servei de Transfusió de Barcelona
En esclatar la Guerra Civil tenia només divuit anys, però amb una sòlida formació. S'entrevista amb al Dr. Frederic Duran i Jordà per mediació d'un amic comú.
"Després d'una curta conversa va dur-me al llavors Hospital num. 18, i mostrant-me unes petites dependències allotjades sobre la Morgue de l'Hospital, va dir-me: “nano, això ha d'esser un laboratori d'anàlisis clíniques per a l'Hospital. Tu mateix! Tens tres dies per fer-ho. Si necessites alguna ajuda, m'avises”." [1]
Es comença una activitat febril a principis d'agost que fa possible que s'enviés la primera remesa de set litres de sang als hospitals del front d'Aragó a mitjan setembre.
Alfred Benlloch s'encarrega de dissenyar diversos aparells per facilitar la feina. Va col·laborar en investigacions sobre sang, així com en l'obtenció de productes que en aquell moment no existien en el mercat, antígens i vacunes. Va aconseguir un reactiu per substituir el de Meinicke amb miocardi de bou triturat, dessecat i tractat amb èter i alcohol, afegint-hi una proteïna i una resina.
Les seves activitats ni es van aturar a causa de la feina rutinària a l'Hospital 18, ben al contrari, en les hores de lleure va intentar trobar una solució al problema de les deficiències dels sistemes de detecció d'avions de l'època. Barcelona era bombardejada freqüentment i durant la nit els llums antiaeris intentaven localitzar els bombarders per abatre'ls. Va dissenyar un sistema de localització per so. Quan el va mostrar el cap de la DCA de Barcelona que l'altre gran problema era, a part d'il·luminar-los, era abatre'ls. Posteriorment var desenvolupar un predictor de tir molt avançat que va ser patentat l'any 39, amb eufemístic nom de "Aparato medidor de velocidades".[1]

## Predictor
En acabar la guerra Durán-Jordà se exilia a Gran Bretanya, on va arribar a ser el director de Patologia del Hall Childrens Hospital de Manchester, i el seu mètode s'escampa per tot el planeta durant la II Guerra Mundial. Benlloch es queda a Barcelona. L'experiència de la guerra el var fer allunyar-se de la medicina i decideix estudiar Químiques. Llavors finalitza el treball sobre direcció de tir dels canons antiaeris iniciat durant la guerra, per evitar els bombardejos. Fou contactat pels serveis d'intel·ligència del règim franquista i "convidat" a viatjar a Madrid per presentar-se a Franco.[2]